# 巴斯蒂亚
巴斯蒂亚（法語：Bastia，法語發音：[bastja] ⓘ），法国东南部城市，位于地中海的科西嘉岛上，是上科西嘉省的一个市镇，也是该省的省会，下辖巴斯蒂亚区，其市镇面积为19.38平方公里，2022年1月1日的人口数量为47,459，是该省人口最多的城市。
巴斯蒂亚位于上科西嘉省东北部，地中海海滨，是这一地区的政治文化中心，由热那亚共和国国王莱奥内洛·洛梅利尼创建，自1976年起成为上科西嘉省的省会。巴斯蒂亚拥有国际机场和港口，可通往法国本土大陆多个城市。巴斯蒂亚也是法国重要的足球之城，拥有三支地方性足球俱乐部，其中巴斯蒂亚体育俱乐部曾于1981年获得法国杯冠军。

## 地名来源
“巴斯蒂亚”一名来源于意大利语 ，和法语巴士底狱（法語：Bastille）为同根词，代指当地十四世纪初修建的一处堡垒。

## 历史

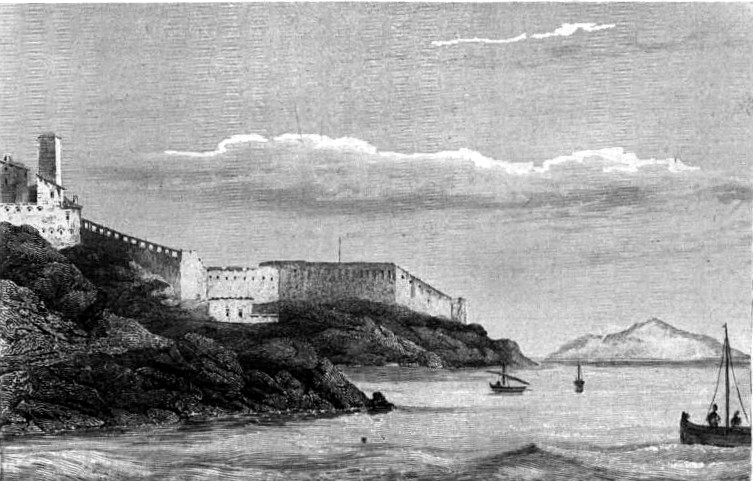
十九世纪的巴斯蒂亚

巴斯蒂亚在中世纪以前没有任何文献记载。公元九世纪，托斯卡纳的领主洛雷泰西（Loretesi）占领了科西嘉岛的北部，使其逐渐成为了一个较为独立的地区。1378年，热那亚共和国国王莱奥内洛·洛梅利尼登陆科西嘉，并驻扎于巴斯蒂亚。十八世纪时，随着科西嘉共和国（République corse）被转让给法兰西，巴斯蒂亚成为了连接科西嘉和法国大陆之间重要的贸易口岸，并逐渐成为了政治和工商业中心。
法国大革命后，科西嘉被整体划为法兰西第一共和国的一个省，编号为20，省会为巴斯蒂亚。1811年拿破仑将科西嘉省会迁至自己的故乡阿雅克肖，但巴斯蒂亚依旧为重要港口。1976年，原科西嘉省被一分为二，巴斯蒂亚成为上科西嘉省的省会。2018年，上科西嘉省和南科西嘉省再次合并组建成为科西嘉领土集体，成为法国一级行政区划当中的特殊案例，巴斯蒂亚依旧保留省会地位。

## 地理

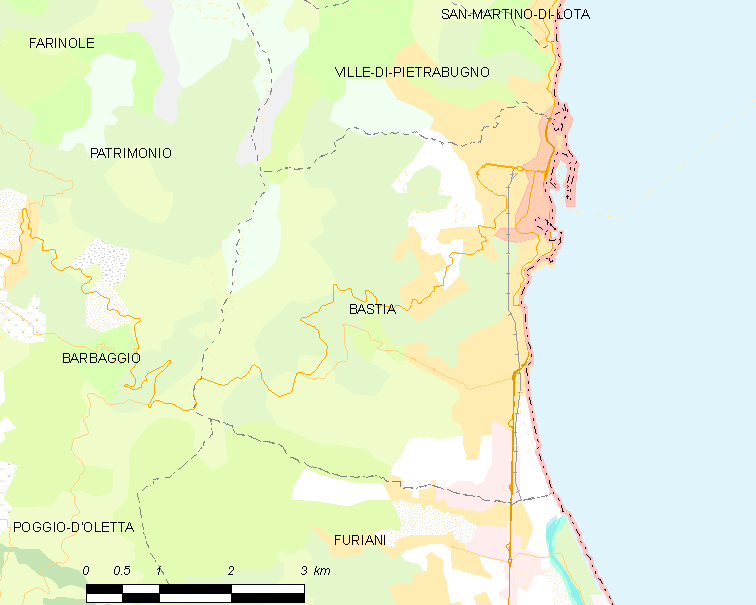
巴斯蒂亚市镇范围地图

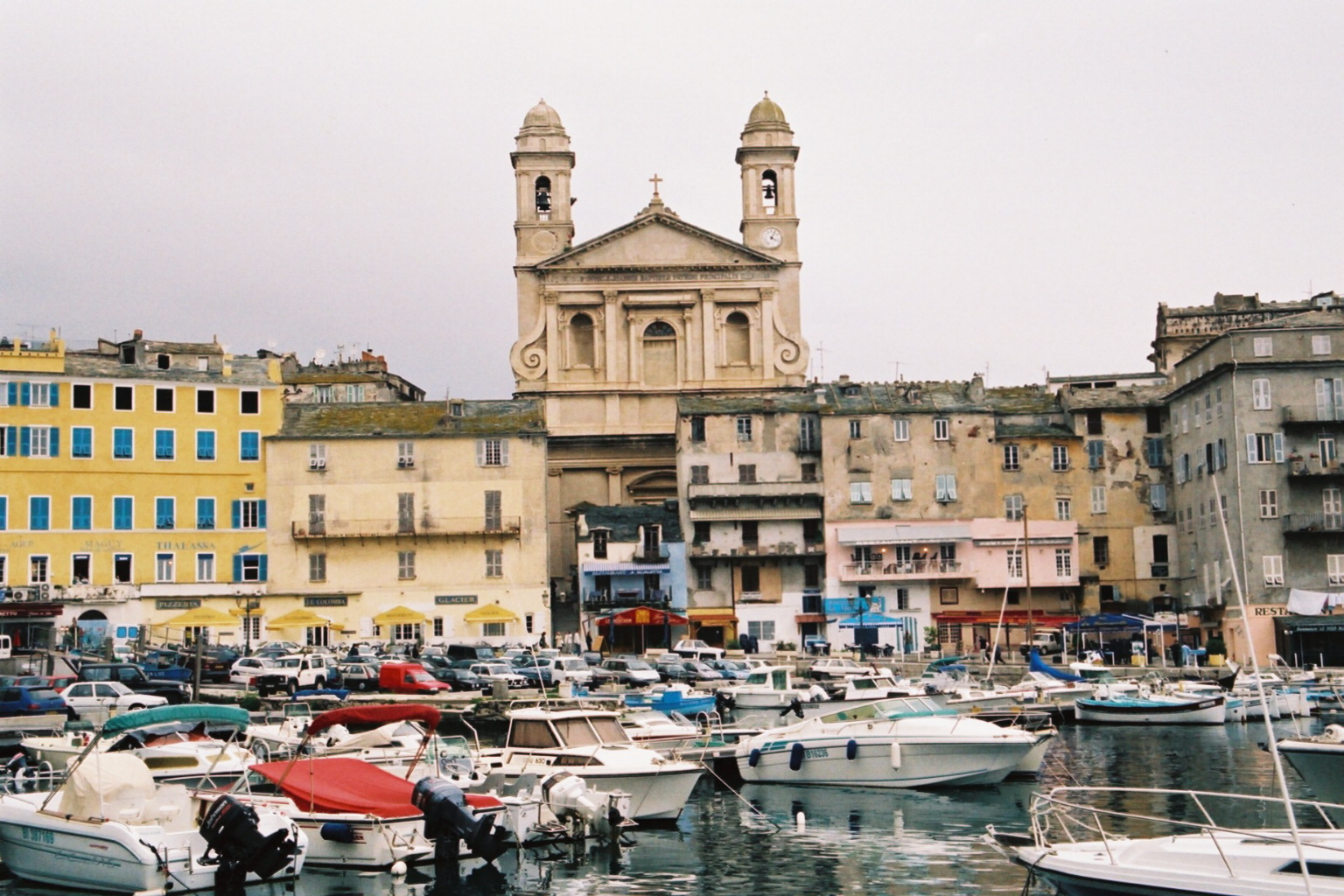
巴斯蒂亚老港

巴斯蒂亚位于法国本土东南部的科西嘉岛上，科西嘉的东北部和上科西嘉省的东部偏北，科西嘉角的东南部，是一座地中海海滨城市。距离科西嘉首府阿雅克肖大约148公里。与巴斯蒂亚接壤的市镇包括：彼得拉布尼奥城、巴尔巴焦、富里亚尼、帕特里莫尼奥。

### 地形
巴斯蒂亚位于皮尼奥山（Pigno）的东部，境内地势陡峭，地形由海岸线向内陆迅速提升，巴斯蒂亚市区的平均海拔为30米，全境海拔则在0至963米之间。

### 地质
巴斯蒂亚市区坐落于一处岩浆岩变质侵蚀后形成的碎石滩上，郊区的基岩则以花岗为主，地表普遍被崩积物覆盖。

### 水文
菲尤米纳勒河（Fiuminale）自西向东流经巴斯蒂亚市区北部。

### 植被
巴斯蒂亚属于亚热带常绿硬叶林区，市中心的罗米约花园（Jardin Romieu）和市区西北部的阿诺西亚德花园（Jardin de L'Annonciade）是当地主要的城市绿地，此外市区西部的山地地带有大量天然森林分布。
在鲜花城市的评比中，巴斯蒂亚被评为3星级鲜花城市。

### 气候
巴斯蒂亚属于地中海气候，冬凉夏暖，雨热不同期。
巴斯蒂亚境内设有气象站，以下为该气象站的数据：
| 巴斯蒂亚1981–2010年数据 | 巴斯蒂亚1981–2010年数据 | 巴斯蒂亚1981–2010年数据 | 巴斯蒂亚1981–2010年数据 | 巴斯蒂亚1981–2010年数据 | 巴斯蒂亚1981–2010年数据 | 巴斯蒂亚1981–2010年数据 | 巴斯蒂亚1981–2010年数据 | 巴斯蒂亚1981–2010年数据 | 巴斯蒂亚1981–2010年数据 | 巴斯蒂亚1981–2010年数据 | 巴斯蒂亚1981–2010年数据 | 巴斯蒂亚1981–2010年数据 | 巴斯蒂亚1981–2010年数据 |
| 月份                    | 1月                     | 2月                     | 3月                     | 4月                     | 5月                     | 6月                     | 7月                     | 8月                     | 9月                     | 10月                    | 11月                    | 12月                    | 全年                    |
| ----------------------- | ----------------------- | ----------------------- | ----------------------- | ----------------------- | ----------------------- | ----------------------- | ----------------------- | ----------------------- | ----------------------- | ----------------------- | ----------------------- | ----------------------- | ----------------------- |
| 历史最高温 °C（°F）     | 25.1 (77.2)             | 25.6 (78.1)             | 27.1 (80.8)             | 25.4 (77.7)             | 30.7 (87.3)             | 35.7 (96.3)             | 36.5 (97.7)             | 38.3 (100.9)            | 34.3 (93.7)             | 29.7 (85.5)             | 28 (82)                 | 24 (75)                 | 38.3 (100.9)            |
| 平均高温 °C（°F）       | 13.6 (56.5)             | 13.8 (56.8)             | 15.6 (60.1)             | 17.8 (64.0)             | 22 (72)                 | 25.8 (78.4)             | 29.1 (84.4)             | 29.3 (84.7)             | 25.8 (78.4)             | 21.9 (71.4)             | 17.4 (63.3)             | 14.5 (58.1)             | 20.6 (69.1)             |
| 日均气温 °C（°F）       | 9.3 (48.7)              | 9.4 (48.9)              | 11.2 (52.2)             | 13.3 (55.9)             | 17.2 (63.0)             | 20.9 (69.6)             | 24.1 (75.4)             | 24.4 (75.9)             | 21.1 (70.0)             | 17.6 (63.7)             | 13.3 (55.9)             | 10.4 (50.7)             | 16 (61)                 |
| 平均低温 °C（°F）       | 5.1 (41.2)              | 4.9 (40.8)              | 6.7 (44.1)              | 8.8 (47.8)              | 12.4 (54.3)             | 16 (61)                 | 19 (66)                 | 19.4 (66.9)             | 16.5 (61.7)             | 13.3 (55.9)             | 9.2 (48.6)              | 6.3 (43.3)              | 11.5 (52.7)             |
| 历史最低温 °C（°F）     | −4.6 (23.7)             | −5 (23)                 | −3.8 (25.2)             | 0.5 (32.9)              | 3.1 (37.6)              | 8.2 (46.8)              | 10.2 (50.4)             | 11.8 (53.2)             | 7.6 (45.7)              | 2.8 (37.0)              | −0.5 (31.1)             | −3.3 (26.1)             | −5 (23)                 |
| 平均降水量 mm（）       | 67.4 (2.65)             | 56.9 (2.24)             | 59.8 (2.35)             | 76.2 (3.00)             | 49.6 (1.95)             | 41 (1.6)                | 12.6 (0.50)             | 20.9 (0.82)             | 81.1 (3.19)             | 127.1 (5.00)            | 113.7 (4.48)            | 93 (3.7)                | 799.3 (31.47)           |
| 月均日照時數            | 133.8                   | 157.5                   | 192                     | 214                     | 268                     | 295.6                   | 345.1                   | 304.2                   | 232                     | 175.8                   | 133                     | 128.2                   | 2,579.2                 |
| 来源：Infoclimat        |                         |                         |                         |                         |                         |                         |                         |                         |                         |                         |                         |                         |                         |

## 行政区划
巴斯蒂亚是法国科西嘉上科西嘉省的一个市镇，编号为2B033，它也是上科西嘉省的省会。巴斯蒂亚下辖巴斯蒂亚区，隶属于上科西嘉省第一选区，管理巴斯蒂亚第一县、第二县、第三县和巴斯蒂亚第四县，同时也是巴斯蒂亚城市圈公共社区的办公驻地。
巴斯蒂亚市政府按照地理方位将巴斯蒂亚市镇分为了八个街区，并实行街区自治制度（Conseil de quartier）。
法国国家统计与经济研究所（简称）在进行数据统计时，将巴斯蒂亚及相邻的另外6个市镇设为巴斯蒂亚城市核心区，并将包括核心区在内的周边共54个市镇划为巴斯蒂亚城市区。自2020年起，巴斯蒂亚城市区被包含93个市镇的巴斯蒂亚城市辐射区代替。此外，还将巴斯蒂亚市镇分为了15个“块区”（IRIS），以便于统计人口分布情况。

## 交通

正在驶入巴斯蒂亚的一艘轮船

### 公路
科西嘉地方道路11线自巴斯蒂亚市区出发沿海岸线向南延伸。上科西嘉省省道D31线、D80线、D81线和D231线等也在巴斯蒂亚交汇。
科西嘉巴士公司（Corsica Bus）开通由巴斯蒂亚前往韦基奥港、卡尔维、圣弗洛朗等地的巴士线路，同时也开行连接周边主要市镇的校车线路。
2017年，76.3%的巴斯蒂亚家庭拥有至少一辆私人汽车。2019年，巴斯蒂亚境内共发生各类交通事故94起，造成124人受伤。

### 铁路
巴斯蒂亚是巴斯蒂亚—阿雅克肖铁路的起点，该铁路线不与法国本土铁路网连接。巴斯蒂亚站每天开行四班左右的直达阿雅克肖的列车，运行时间接近4个小时。

### 航空
巴斯蒂亚波雷塔机场位于巴斯蒂亚市区南部大约20公里处，该机场开行前往法国及欧洲主要城市航班。

### 航运
巴斯蒂亚港是科西嘉的主要对外港口之一，该港口开行前往马赛、土伦、尼斯、热那亚、里窝那及萨沃纳等地的轮渡航线。

### 城市公共交通
巴斯蒂亚城市公共交通公司开行14条公交线路，覆盖了巴斯蒂亚市区内的大部分街区。

## 政治

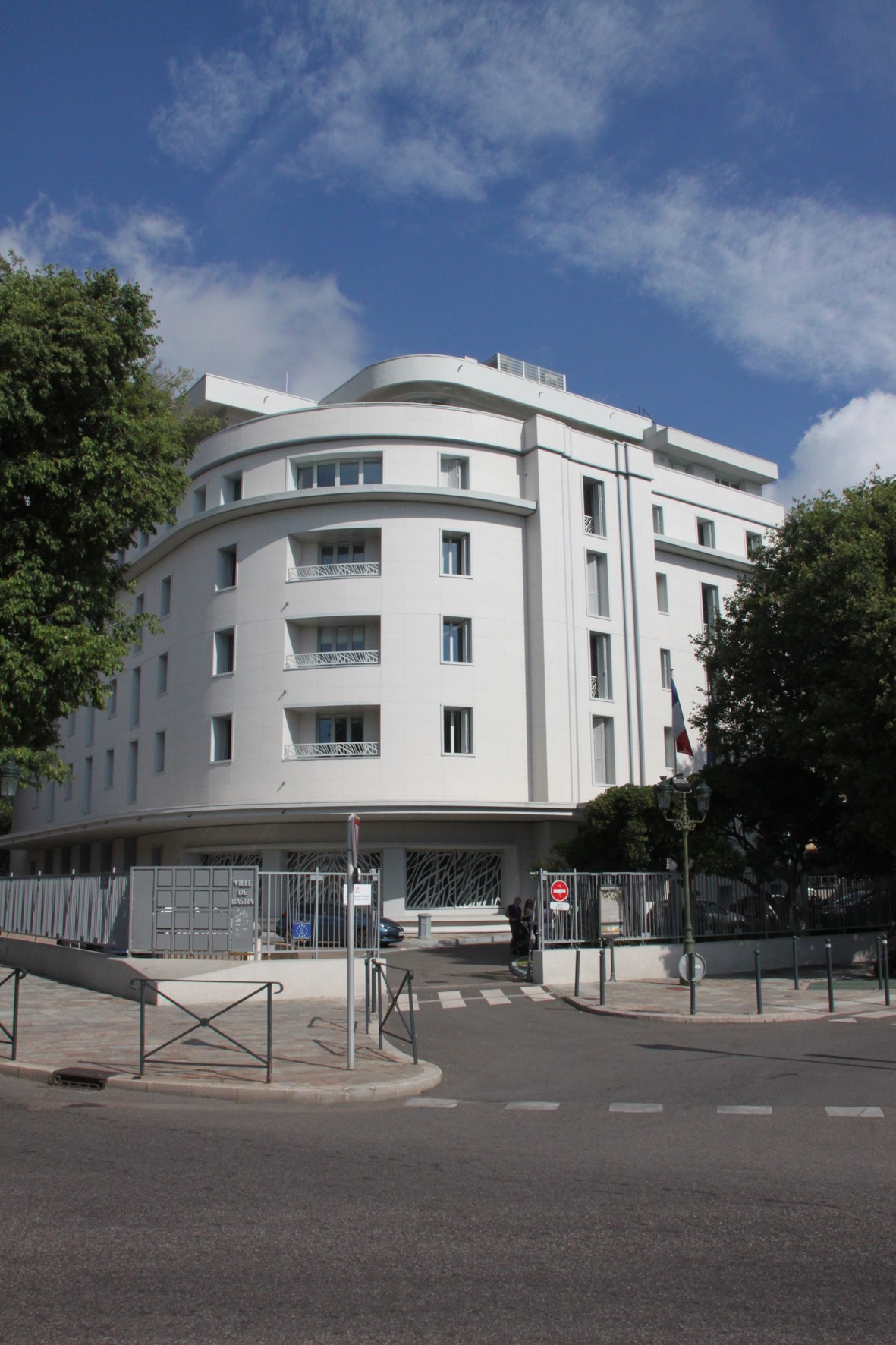
巴斯蒂亚市政大楼

现任巴斯蒂亚市长为皮埃尔·萨韦利先生（Pierre Savelli），于2016年上任，他是科西嘉独立民族运动党的一名成员，在2020年的市政选举中获得了49.37%的支持率，实现连任。
| 巴斯蒂亚历届市长 |                 |                              |
| 任期             | 市长            | 党派                         |
| 1945年－1947年   | 亚森特·德蒙特拉 | 不详                         |
| 1947年－1967年   | 雅克·法贾内利   | RAD激进党 →UDR共和国保卫联盟 |
| 1968年－1989年   | 让·祖卡雷利     | PRG左派激進黨                |
| 1989年－1997年   | 埃米尔·祖卡雷利 | PRG左派激進黨                |
| 1997年－2000年   | 阿尔贝·卡洛尼   | PRG左派激進黨                |
| 2000年－2014年   | 埃米尔·祖卡雷利 | PRG左派激進黨                |
| 2014年－2016年   | 吉勒·西梅奥尼   | FC科西嘉独立民族运动         |
| 2016年－         | 皮埃尔·萨韦利   | FC科西嘉独立民族运动         |

在2017年法国大选的第一轮选举中，法国极右翼领袖玛丽娜·勒庞在巴斯蒂亚获得了30.77%的支持率，居所有候选人首位；但在第二轮选举中以48.43%的支持率败给了法国第25任总统埃马纽埃尔·马克龙。

## 人口
2018年，巴斯蒂亚市镇人口数量为48,044，在法国排名第137位。其中男性21,428人，女性24,287人，75岁及以上人口占9.1%，外籍人口数量为11,040人，人口密度为2,479人/平方公里，当地居民被称为（男性）或（女性）。2019年，巴斯蒂亚境内出生329人，死亡人口377人。
| 年份   | 1936   | 1946   | 1954   | 1962   | 1968   | 1975   | 1982   | 1990   | 1999   | 2006   | 2011   | 2016   | 2018   |
| ------ | ------ | ------ | ------ | ------ | ------ | ------ | ------ | ------ | ------ | ------ | ------ | ------ | ------ |
| 人口數 | 52,208 | 49,327 | 42,729 | 31,375 | 38,746 | 42,810 | 44,020 | 37,845 | 37,884 | 43,577 | 42,912 | 44,829 | 48,044 |

## 经济
巴斯蒂亚是一个区域性的中心城市，当地共有各类用人单位8,494家，平均历史为16年，其中99.04%为中小型企业（PME）。（航海）、（易爆品销售）及（大型零售）是当地2019年营业额最高的三个企业，分别为250,312,891欧元、165,587,640欧元和50,117,120欧元。

## 财政收入
2019年，巴斯蒂亚的财政收入总额为54,808,400欧元，财政支出总额为51,679,300欧元，当年的债务总额为41,814,500欧元。2020年，巴斯蒂亚共获得16,638,208欧元的国家财政补助，比上一年增加了0.02%。
2017年，巴斯蒂亚的人均月收入总额为2,045欧元，其中高级职员为3,485欧元，低于法国平均水平（4,214欧元）；中级职员为2,399欧元，高于法国平均水平（2,353欧元）；普通职员为1,682欧元，低于法国平均水平（1,690欧元）。
2017年，巴斯蒂亚境内的青壮年（15至64岁）失业率为13.1%，当地44.5%的家庭拥有纳税资格，平均纳税3,582欧元，低于法国平均水平（3,888欧元）。

## 社会事务

### 教育
巴斯蒂亚属于科西嘉学区。截止2019年1月1日，巴斯蒂亚境内共有9所幼儿园、14所小学、5所初级中学、3所普通高中和3所职业高中。2018至2019学年度，巴斯蒂亚境内共有在校中等教育阶段学生4,905名。

### 医疗
截止2019年1月1日，巴斯蒂亚境内共有全科医生56名、保健师93名、牙医45名、护士200名、耳科医生5名、眼科医生10名、皮肤科医生3名、助产士4名、儿科医生6名和妇科医生5名。境内共有药房29家、养老院6家、残疾人帮扶中心5家。
巴斯蒂亚中心医院（Centre Hospitalier de Bastia）是法国的一个区域性医疗机构，其主病区位于巴斯蒂亚市区，设有床位484个，是当地规模最大的公立综合性医院；此外该机构还在巴斯蒂亚设有一个含68个床位的康复中心。

### 住房
2017年，巴斯蒂亚境内共有各类住房21,001套，其中8%为独立式居民区，91.8%为集中式居民区。常住房屋占巴斯蒂亚市镇范围内居民建筑总量的94.5%。
在住房保障政策方面，2017年，巴斯蒂亚境内共有5,511户家庭获得了住房经济补助，受益人数占总人口数量的12.1%，其中5,405份为房租补助。

### 商业

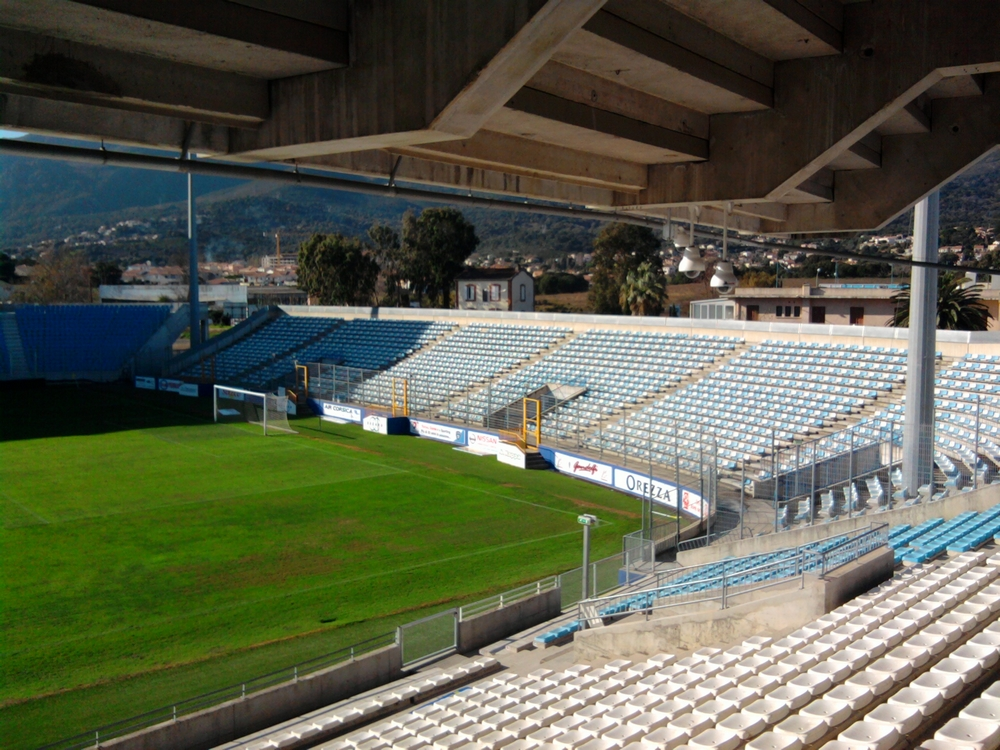
阿尔芒·塞萨里体育场一角

2019年，巴斯蒂亚境内共有各类实体商铺1,736家，其中餐厅280家、大型超市13家、杂货店34家、面包房59家、肉铺17家、书店28家、装饰品店11家、银行门店22家、美容美发店78家、汽车维修店50家。个体性的商铺主要位于巴斯蒂亚市中心，而巴斯蒂亚市区南部则有大型商场（Grande distribution）分布。

### 体育
2019年，巴斯蒂亚境内共有2家游泳池、2间体育馆、1座综合体育场、7处网球场、4处足球或橄榄球场以及2处篮球或排球场。
巴斯蒂亚的体育项目以足球最为著名。截至2021年5月，巴斯蒂亚境内共有27家注册足球俱乐部。其中巴斯蒂亚体育俱乐部是当地的代表性足球俱乐部，成立于1905年，曾于多次参加法国足球甲级联赛，并获得1981年法国杯冠军，2021至2022赛季参加法国足球乙级联赛。
巴斯蒂亚-博尔戈足球俱乐部成立于2017年，其前身为巴斯蒂亚运动员联会俱乐部，2021至2022赛季参加法国全国联赛（法丙）。
巴斯蒂亚之星是当地一支已消失的足球俱乐部，2019至2020赛季参加法国全国丙组联赛（法戊），该赛季末降级至科西嘉足球联赛，并整体迁至相邻的。

### 环境
巴斯蒂亚的环境事务由其所属的公共社区负责。2019年，巴斯蒂亚境内共有1家污染企业。

### 治安
2019年，巴斯蒂亚市镇范围内有1处派出所。
2014年，巴斯蒂亚及附近地区共发生各类案件2,618起，其中盗窃类案件1,566起，经济类案件226起，毒品交易类案件133起。

## 文化
2019年，巴斯蒂亚境内共有1家剧场、2家电影院、1家博物馆和1家音乐厅。巴斯蒂亚市政府提供多媒体中心，向公众全年开放。

### 建筑
巴斯蒂亚境内有多处历史建筑，其中巴斯蒂亚城塞、圣让巴蒂斯德教堂等是法国国家文物保护单位。

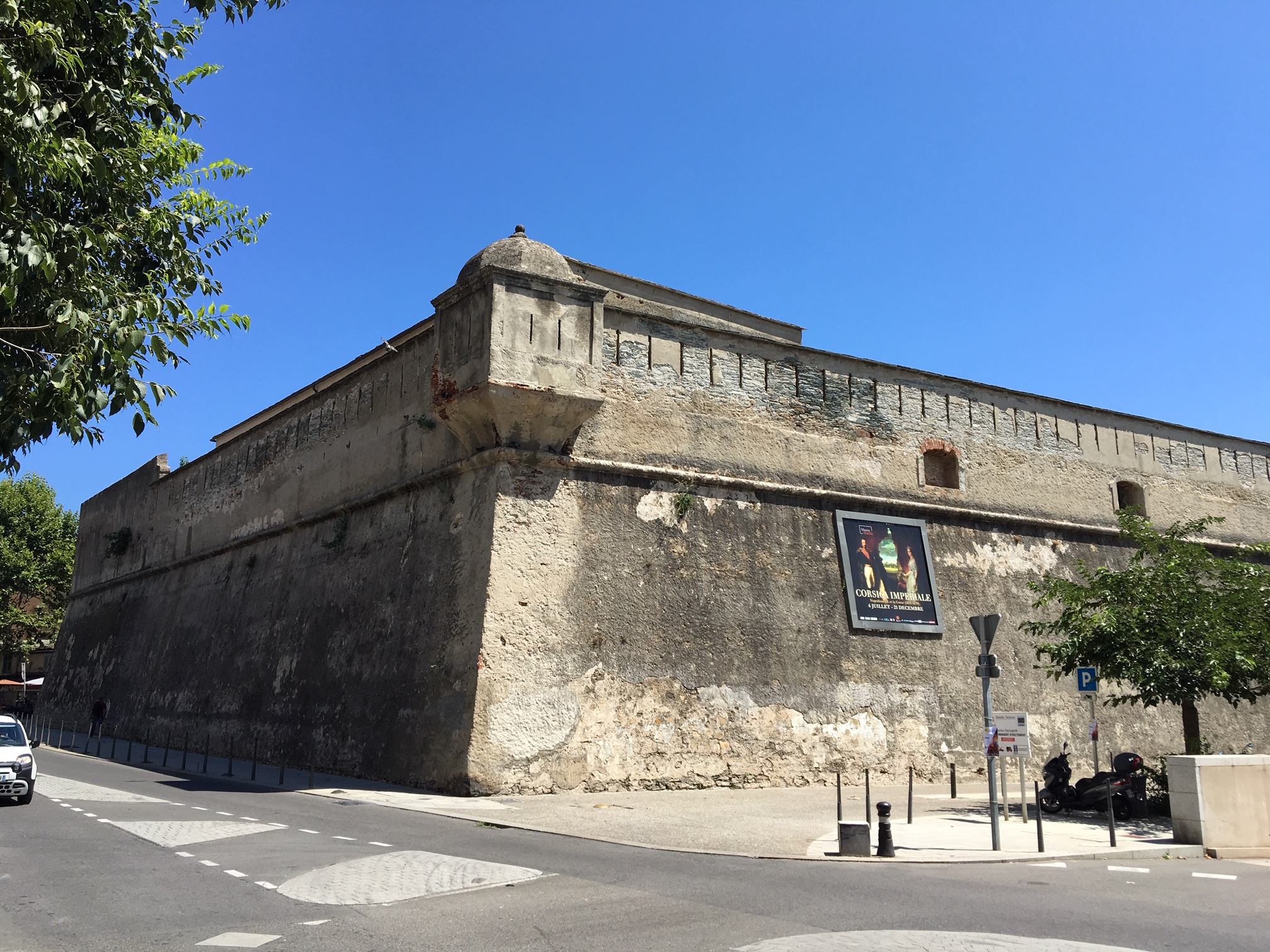
城塞城墙
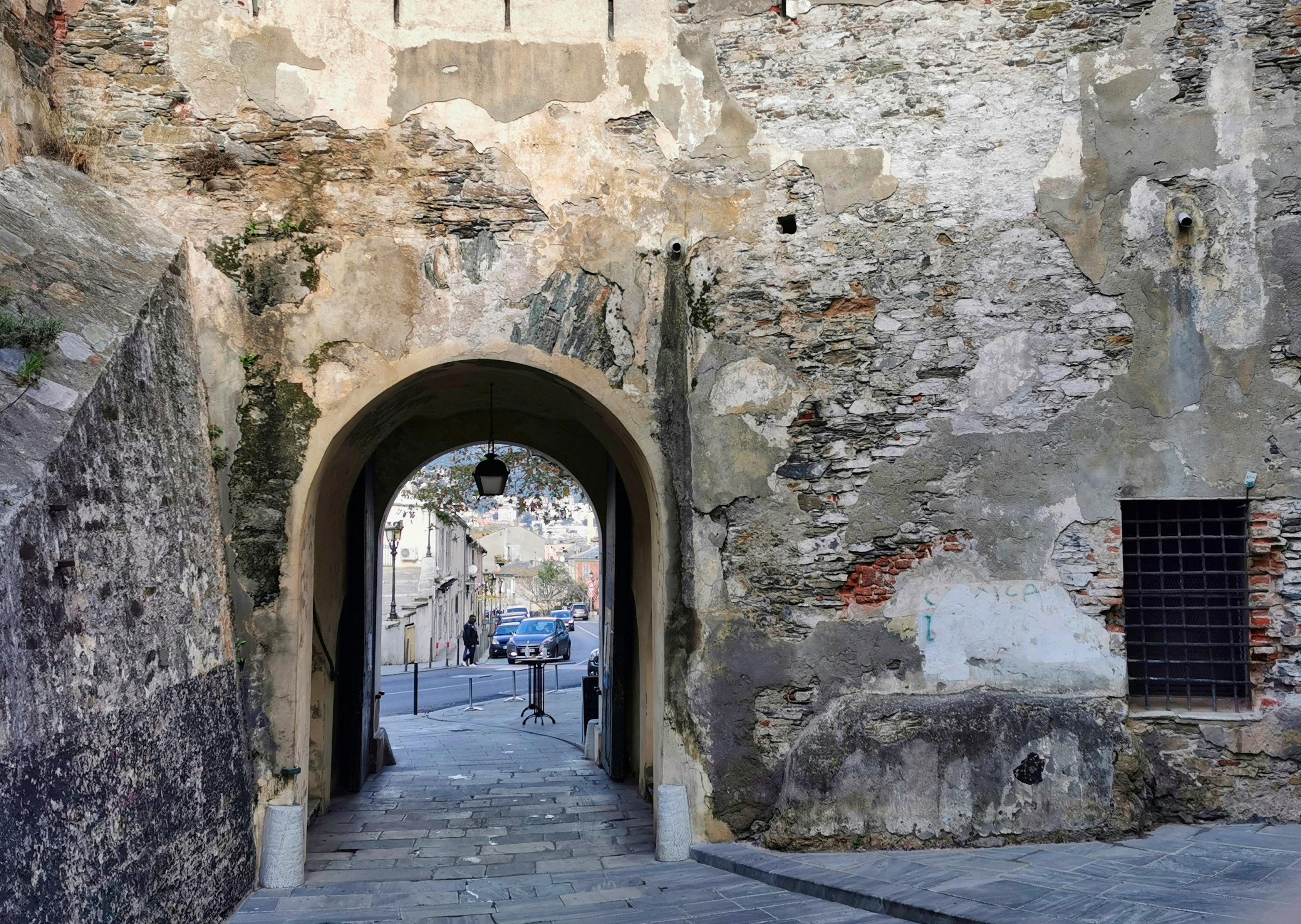
一处城门
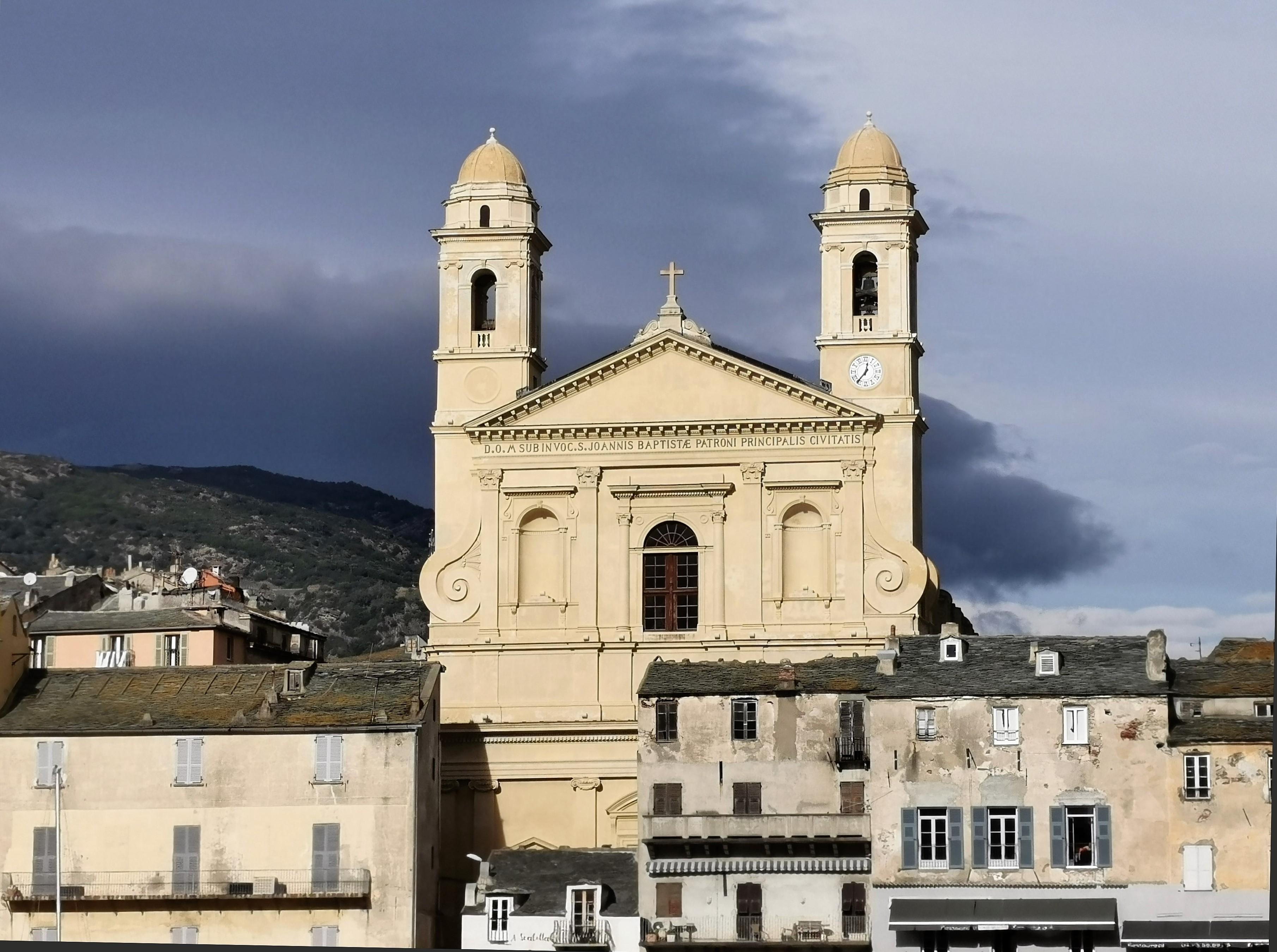
圣让巴蒂斯德教堂（法语：Église Saint-Jean-Baptiste de Bastia）
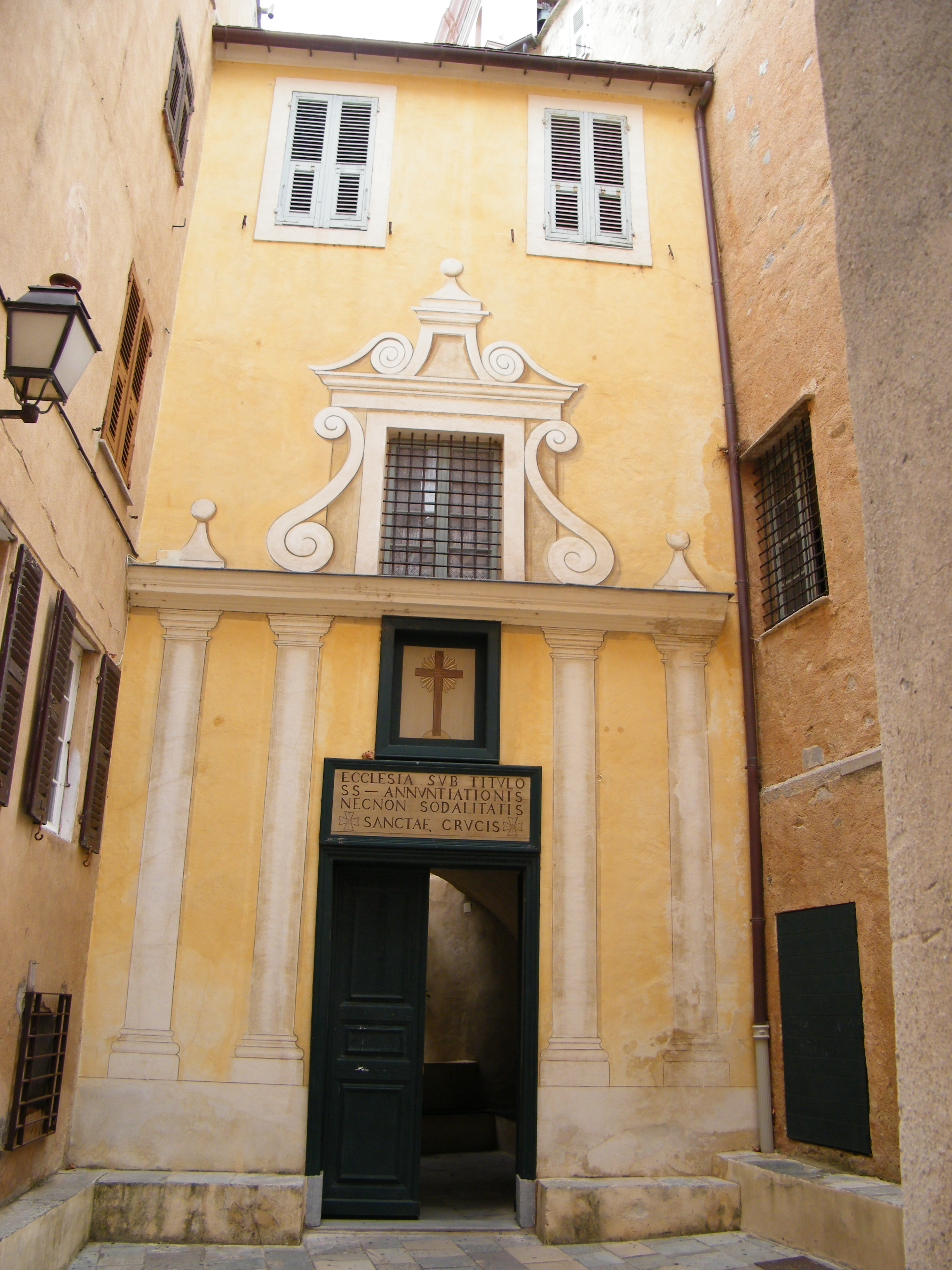
圣十字教堂
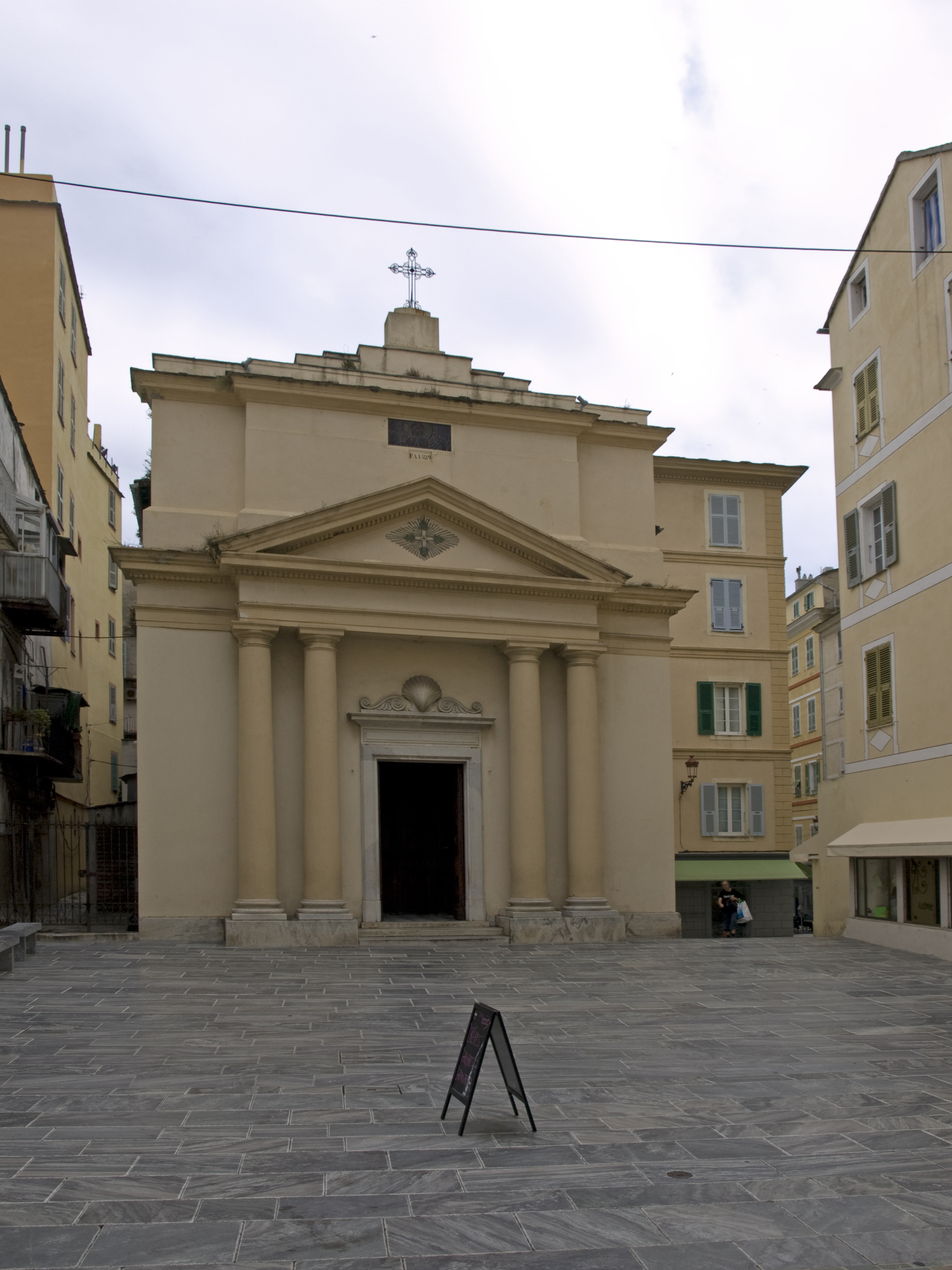
圣罗克礼拜堂
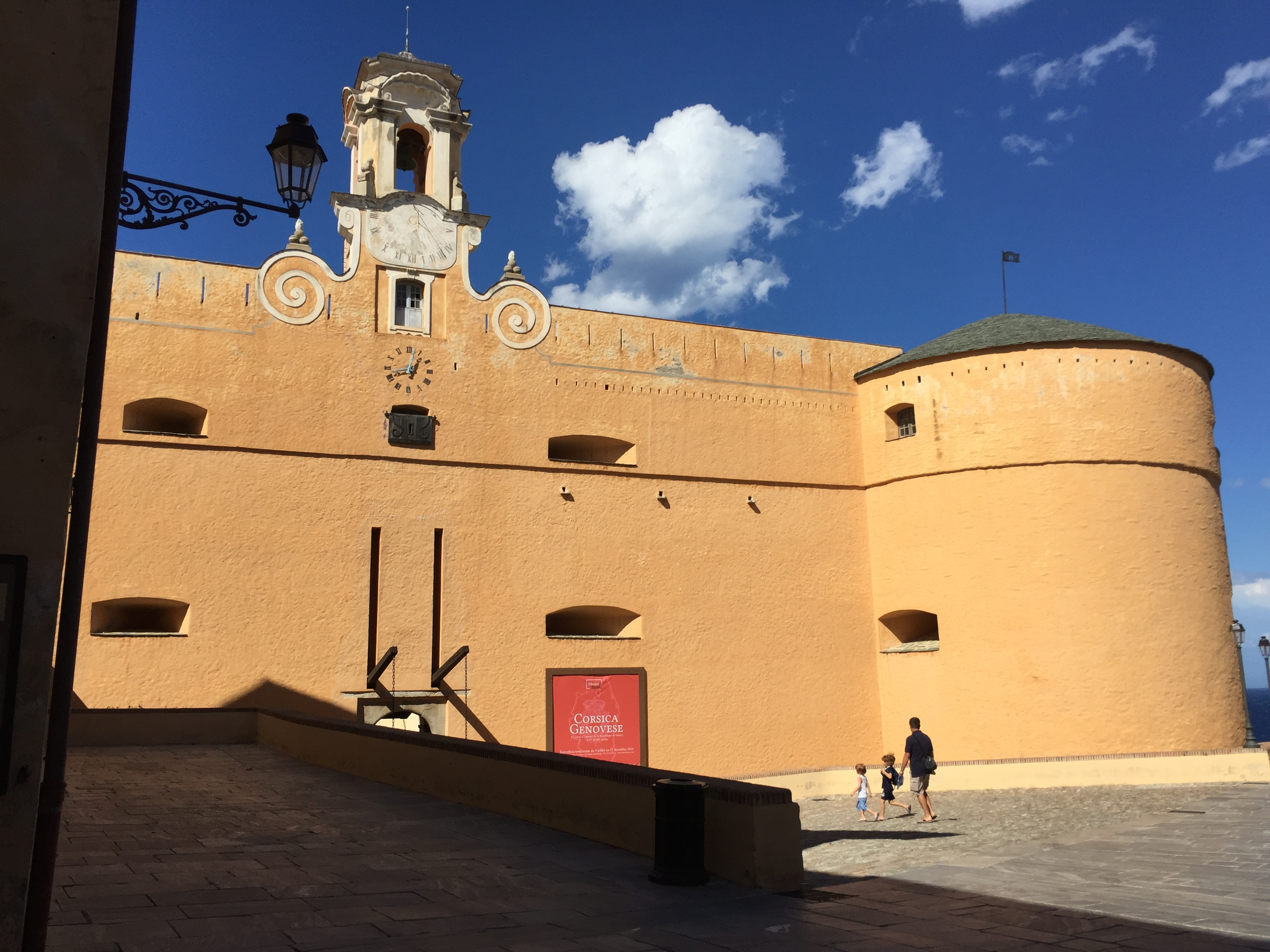
巴斯蒂亚博物馆
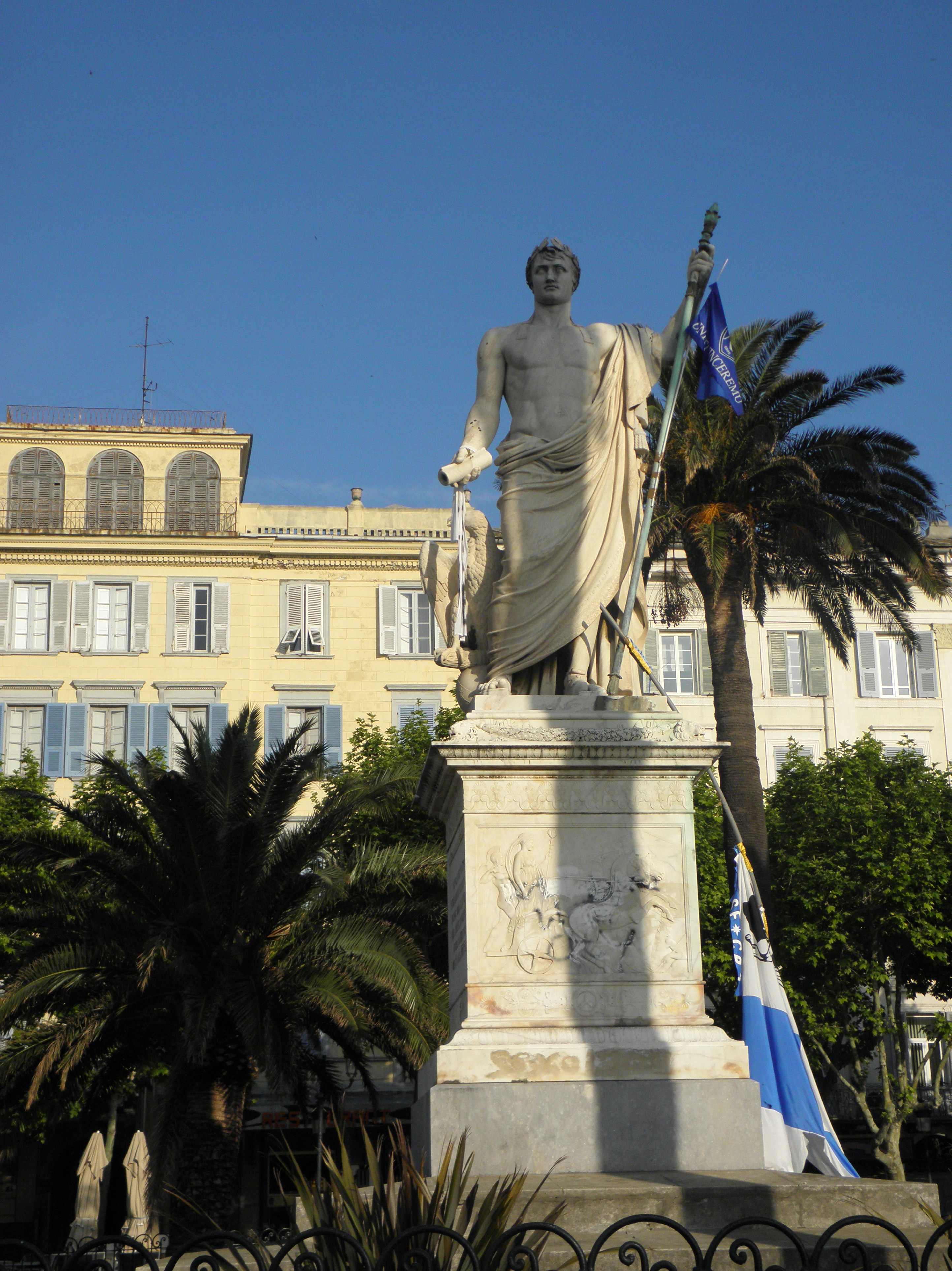
拿破仑雕像

### 旅游

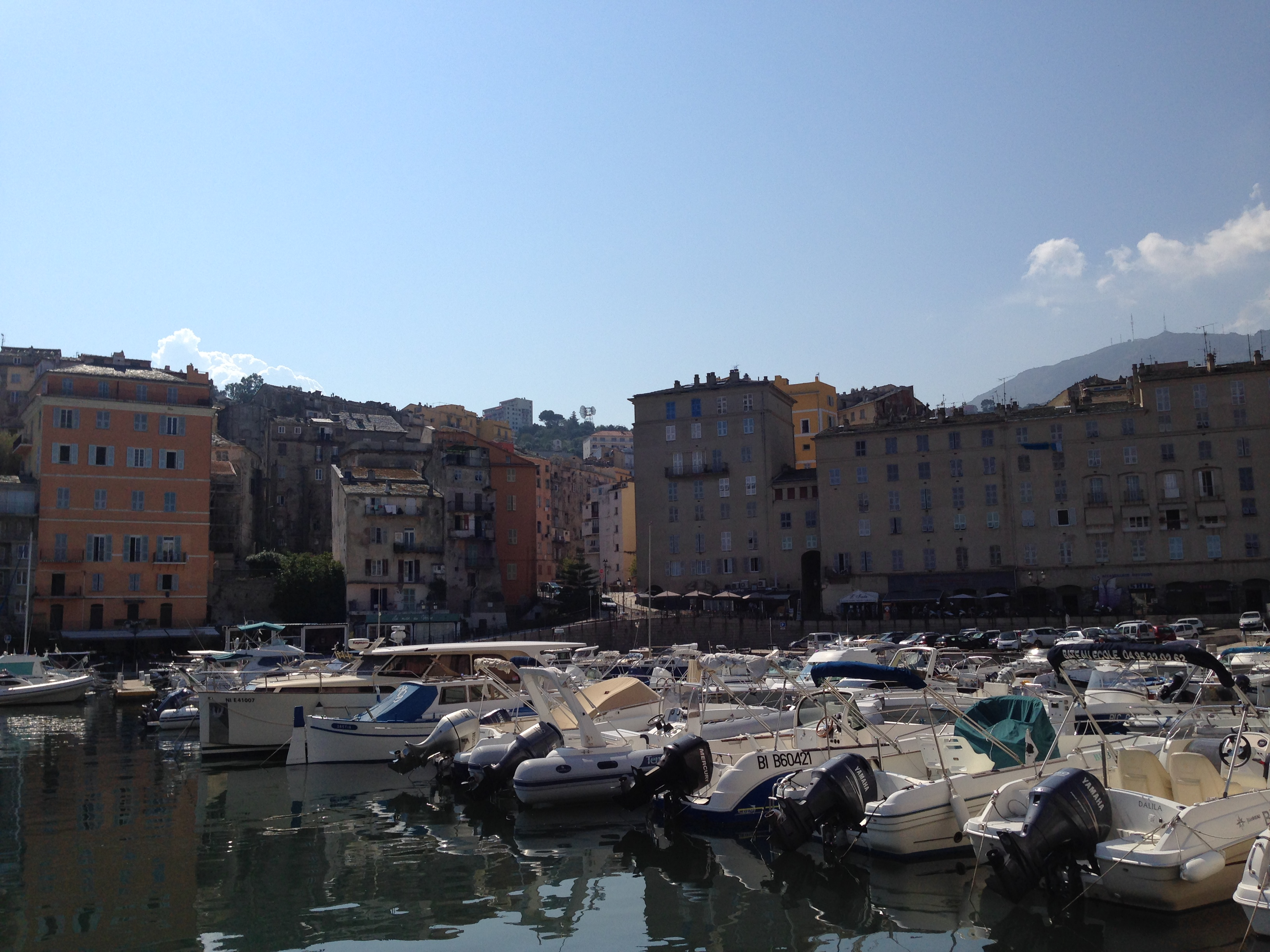
巴斯蒂亚老港

巴斯蒂亚是法国艺术与历史之城，其老城区位于老港（Vieux Port）南侧的一处岬角之上，区内大部分建筑建于18至19世纪，保存完好，是科西嘉境内较为典型的近代城镇景观。除此之外，巴斯蒂亚境内的主要旅游景点还有老港、圣尼古拉广场、让·巴斯蒂德教堂等。作为海滨城市，巴斯蒂亚的海滩分布于城市外缘，主要包括北部的托加海滩（Plage de Toga）和南部的阿里内拉海滩（Arinella）。
截止2018年1月1日，巴斯蒂亚境内设有1处旅游接待中心（Office de Tourisme）和15家宾馆共计463间房间。

### 媒体
和平电视台（Télé Pease）是一个位于科西嘉的地方性电视台，总部位于上科西嘉省境内的Santa Reparata Di Balagna，面向包括巴斯蒂亚在内的整个科西嘉岛。此外，法国电视三台下属的科西嘉频道也会在部分时段播放地区新闻。

## 相关人物
科西嘉文学家萨尔瓦托尔·维亚勒、法国外交官樊尚·贝内代蒂、雕塑家热拉尔·马诺尼、作家安杰洛·里纳尔迪、足球教练奥利维耶·庞塔洛尼、足球员弗朗索瓦·莫代斯托、让-路易·莱卡和阿迪尔·拉米出生于巴斯蒂亚。

## 友好城市
巴斯蒂亚与以下城市互为友好城市：
- 德国 埃尔丁
- 義大利 維亞雷焦